# Żurawce (gromada)
Żurawce – dawna gromada, czyli najmniejsza jednostka podziału terytorialnego Polskiej Rzeczypospolitej Ludowej w latach 1954–1972.
Gromady, z gromadzkimi radami narodowymi (GRN) jako organami władzy najniższego stopnia na wsi, funkcjonowały od reformy reorganizującej administrację wiejską przeprowadzonej jesienią 1954 do momentu ich zniesienia z dniem 1 stycznia 1973, tym samym wypierając organizację gminną w latach 1954–1972.
Gromadę Żurawce z siedzibą GRN w Żurawcach utworzono – jako jedną z 8759 gromad na obszarze Polski – w powiecie tomaszowskim w woj. lubelskim na mocy uchwały nr 16 WRN w Lublinie z dnia 5 października 1954. W skład jednostki weszły obszary dotychczasowych gromad Żurawce i Ruda Żurawiecka ze zniesionej gminy Lubycza Królewska oraz obszar dotychczasowej gromady Korhynie i miejscowość Leliszka kol. z dotychczasowej gromady Żyłka ze zniesionej gminy Jarczów w tymże powiecie. Dla gromady ustalono 9 członków gromadzkiej rady narodowej.
1 stycznia 1959 gromadę zniesiono, włączając jej obszar do gromad Jarczów (wieś i kolonię Korhynie, wieś Korhynie-Wola oraz kolonię Leliszka) i Lubycza Królewska (wsie Żurawce i Ruda Żurawiecka) w tymże powiecie.